# Claus C. Berg
Claus C. Berg (* 28. Juli 1937 in Wiesbaden; † 28. Februar 2020) war ein deutscher Wirtschaftswissenschaftler.

## Leben
Nach Studium der Physik, Volkswirtschaftslehre und Betriebswirtschaftslehre an den Universitäten Mainz und Frankfurt am Main zum Diplom-Volkswirt, Promotion (1972) und Habilitation (1976) in Mannheim lehrte er von 1977 bis 2002 als Inhaber des Lehrstuhls für Allgemeine Betriebswirtschaftslehre, insbesondere Materialwirtschaft und Distribution am Institut für Logistik und Informationsmanagement der Universität der Bundeswehr München. In dieser Zeit war er von 1981 bis 1982 Dekan der Fakultät und von 1983 bis 1984 Vizepräsident der Universität.

## Schriften (Auswahl)
- Materialwirtschaft. Stuttgart 1979, ISBN 3-437-40070-3.
- Organisationsgestaltung. Stuttgart 1981, ISBN 3-17-007308-7.
- Beschaffungsmarketing. Würzburg 1981, ISBN 3-7908-0234-4.
- Wege zu einer konsequenten Logistik-Konzeption. Heiligenhaus 1983, ISBN 3-922118-23-2.